# James Finlayson (industriman)

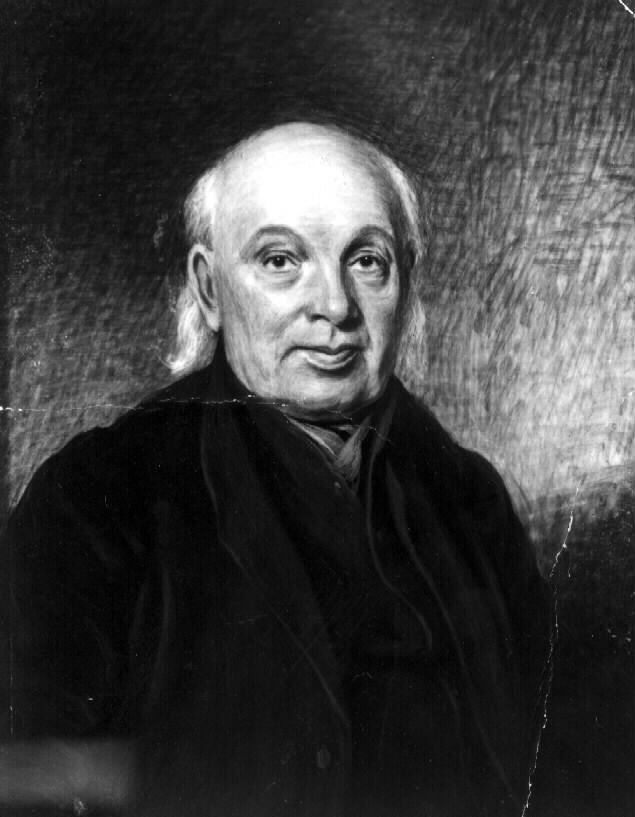
James Finlayson.

James Finlayson, född 28 augusti 1772 i Penicuik, död 18 augusti 1852 i Edinburgh, var en skotsk-finländsk industriman.
Finlayson var den finländska bomullsindustrins grundläggare. Han anställdes 1798 som maskinmästare vid en mekanisk verkstad i närheten av Sankt Petersburg. Omkring 20 år senare blev han uppmärksammad på den rikliga tillgången på vattenkraft i Tammerfors. Han besökte staden två gånger 1819 och slog sig ner där. År 1820 fick han ett räntefritt statslån, ett jordområde och en värdefull forsandel gratis samt stora tullättnader. Ursprungligen hade han för avsikt att tillverka maskiner för textilindustrin, men efter att ha konfronterats med bristande efterfrågan på denna vara inriktade han sig istället på bomullsförädling. 
Finlaysons fabrik hade 500 spindlar 1835, men företaget gick ändock dåligt. År 1836 sålde han det till ett konsortium bestående av bland andra Tallinnköpmannen Carl Samuel Nottbeck och geheimerådet Georg Adolf Rauch i Sankt Petersburg. Dessa fick behålla firmanamnet Finlayson & Co. Själv återvände han till Skottland 1838. 
Kväkaren James Finlayson gjord även en insats för den frikyrkliga väckelsen i Tammerfors, "Finlands Manchester".

## Externa länkar

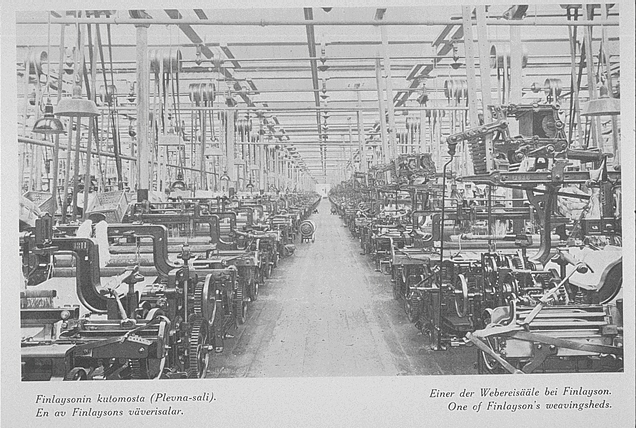
Vävningshallen Plevna stod färdigt 1877, döpt till minne av belägringen av Pleven. Det var då den största i Norden. Denna fabrik var den förste som var utrustad med glödlampor, och den fjärde i Nordeuropa. Fotografi från år 1932